# フェイスキニ

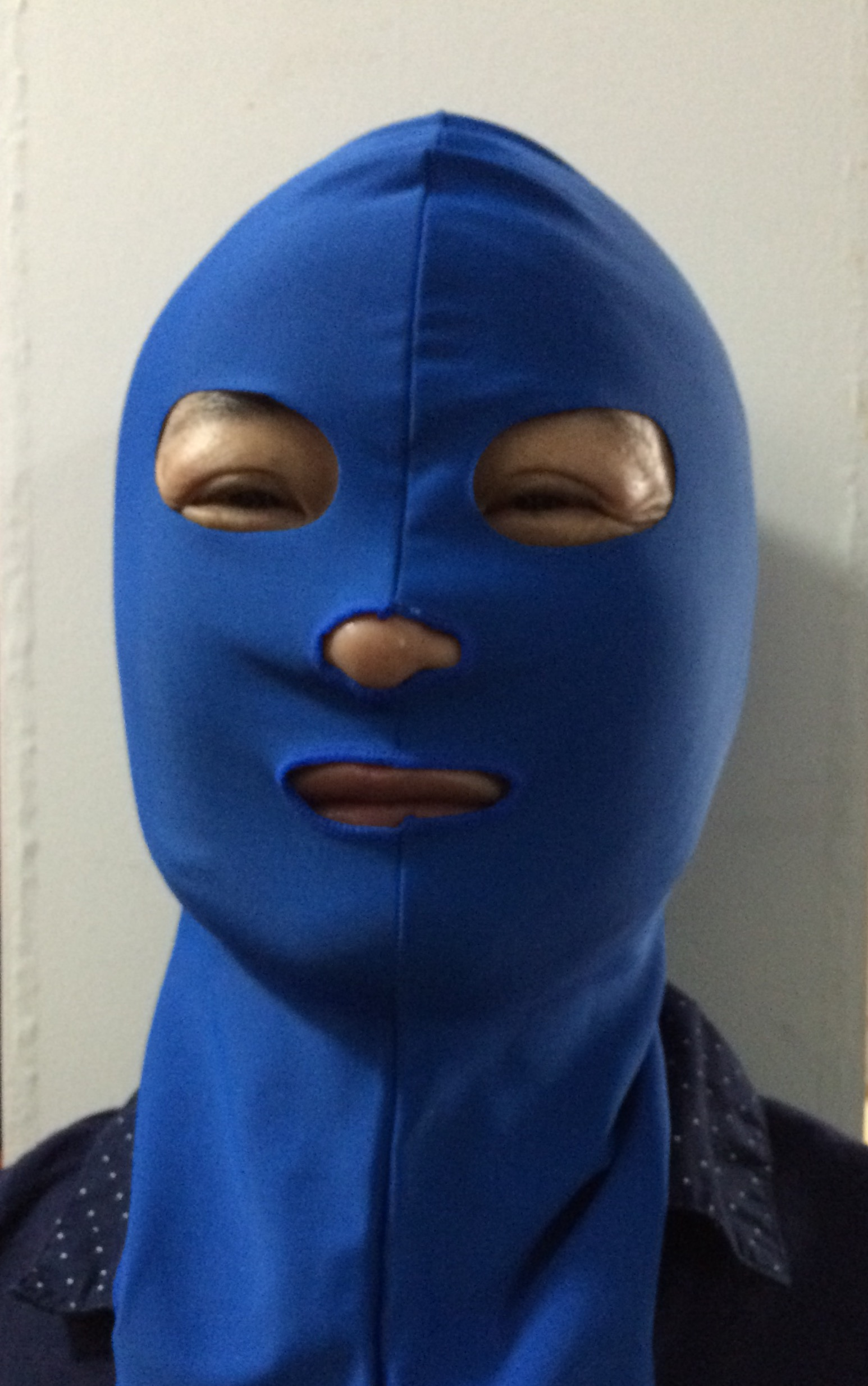
フェイスキニをかぶった女性

フェイスキニ(英語: facekini、中国語: 脸基尼) とは遊泳や海水浴のためにデザインされた目と鼻と口のところだけが開いているマスクである。中国の港湾都市である青島のビーチで人気があり、クラゲや昆虫、紫外線などの刺激物質から身を守るためにかぶられる。スイミングスーツと同じようなストレッチのきく素材でつくられており、様々なカラーリングやデザインがる。フェイスキニをかぶる人は、長袖のボディスーツやサングラス、サンバイザー、ビーチパラソルなどもあわせて利用することが多い。中国では地方でもビーチ沿いのスポーツ用品店であればフェイスキニを購入できるほか、オンラインストアも利用可能である。